# Advanta Championships Philadelphia 2003 - Doppio
Il doppio del torneo di tennis Advanta Championships Philadelphia 2003, facente parte del WTA Tour 2003, ha avuto come vincitrici Martina Navrátilová e Lisa Raymond che hanno battuto in finale Cara Black e Rennae Stubbs con il punteggio di 6–3, 6–4.

## Teste di serie
1. Martina Navrátilová /  Lisa Raymond (campionesse)
2. Liezel Huber /  Ai Sugiyama (semifinali)

1. Cara Black /  Rennae Stubbs (finale)
2. Nicole Pratt /  M Shaughnessy (semifinali)

## Tabellone

### Legenda
| - Q = Qualificato - WC = Wild card - LL = Lucky loser | - ALT = Alternate - SE = Special Exempt - PR = Protected Ranking | - w/o = Walkover - r = Ritirato - d = Squalificato |